# أربعون عاما في انتظار إيزابيل
أربعون عاما في انتظار إيزابيل هي رواية عربية صدرت سنة 2016 للروائي سعيد خطيبي.

## ملخص الرواية
"أربعون عامًا في انتظار إيزابيل" للكاتب "سعيد خطيبي" تدور حول شخصية الرحّالة والكاتبة السويسرية إيزابيل إيبرهارت، التي عاشت في الجزائر في أواخر القرن التاسع عشر. يتناول الرواية حياة الفنان الفرنسي "جوزيف" الذي انتقل إلى الجزائر وتأثر بكتابات إيزابيل. يمتد زمن الرواية على مدى أربعين عامًا، خلالها يعتنق الفنان الإسلام ويسعى لفهم وتجسيد تجاربه وتجارب إيزابيل الحياتية في لوحاته الفنية. يتقاطع حياة الشخصيتين على مستوى الرحلة، الإسلام، والكتابة، وفي نهاية المطاف، يقرر الفنان بعد تلك الفترة الطويلة أن يعود إلى نقطة الصفر، مما يضيف للرواية طابعًا غريبًا ومثيرًا.

## الجوائز
توجت الرواية بجائزة كتارا للرواية العربية في فئة "الروايات المنشورة" 2017.